# Liáng Shānbó yǔ Zhù Yīngtái
Pour plus de détails, voir Fiche technique et Distribution.
Liáng Shānbó yǔ Zhù Yīngtái (梁山伯與祝英台 en chinois, The Love Eterne en anglais) est un film musical hongkongais réalisé par Li Han-hsiang, sorti en 1963.
Il s'agit d'une adaptation de la romance de Liang Shanbo et Zhu Yingtai, une légende chinoise.

## Synopsis
Zhu Ying-tai est une jeune femme qui désire aller à l’école pour garçons de Hangzhou. Ying-tai se déguise en garçon pour y aller. Elle fait la rencontre d’un autre étudiant du nom de Liang Shan-bo. Ils deviennent tout de suite amis.

## Fiche technique
- Titre original en anglais, utilisé en France lors des différentes projections[1],[2],[3] et dans la littérature francophone académique[4],

 et de vulgarisation
 : The Love Eterne
- Titre original en chinois : 梁山伯與祝英台, Liáng Shānbó yǔ Zhù Yīngtái
- Réalisation : Li Han-hsiang
- Scénario : Li Han-hsiang
- Pays d'origine : Hong Kong
- Format : Couleurs - 2,35:1 - Mono - 35 mm
- Genre : Fantastique, historique, musical
- Durée : 122 minutes
- Date de sortie : 1963

## Distribution
- Betty Loh Ti : Zhu Ying-tai
- Ivy Ling Po : Liang Shan-bo
- Jen Chieh : Yin-xin, servante de Zhu Yin-tai
- Li Kun : serviteur de Liang Shan-bo
- Chen Yan-yan : mère de Ying-tai
- Ching Miao : père de Ying-tai
- Yang Chih-ching : le directeur et professeur principal de l'école
- Kao Pao-shu : la femme du précédent
- Chiang Kuang-chao : étudiant
- Chou Mo : étudiant
- Ouyang Sha-fei : mère de Shan-bo

## Prix
- Plusieurs prix au Golden Horse Film Festival en 1963 : Meilleur film, Meilleure actrice, Meilleur réalisateur, Meilleur montage, Meilleure musique, Prix spécial[7]